# André Eschauzier
André "Dries" Eschauzier (22 mei 1906 - 24 april 1997) was een Nederlandse jazzsaxofonist.

## Biografie
Eschauzier is geboren in Scheveningen als zoon van een Nederlander die suikerplanter in Nederlands-Indië was geweest en van een Letlandse moeder. Op de lagere school krijgt hij zijn eerste muzieklessen op viool. Het horen van jazzachtige muziek leidt tot zijn belangstelling voor deze muzieksoort en zijn voorkeur voor de saxofoon. In 1924 komt de Russische Jazzpionier Gregoire Nakchounian uit Parijs naar Den Haag en blijkt zowaar bereid André les te geven. Zijn muzikale loopbaan begon hij bij Zijne Majesteits Oudste Studenten Jazzband, de Ceresband uit Wageningen. Al sinds 1926 speelde de Ceresband Jazz. Dat maakt de Ceresband de oudste nog bestaande (studenten) jazzband van Nederland. Veel Ceresbanders van het eerste uur zijn later bekende namen geworden. Naast André Eschauzier waren Emile Verbunt, Eppo Doeve en anderen ooit bandlid. Met Eppo Doeve reist André in 1929 naar Londen om bassaxofonist Adrian Rollini te horen. Rollini is dan enkele weken later te gast bij André die hem en zijn vrouw Dixie Nederland laat zien. André komt bij die gelegenheid in het bezit van een 'hot fountain pen', omdat Rollini zo'n miniklarinet op enkele opnamen heeft gebruikt. André heeft die later aan Roland Jansen Heijtmajer ter beschikking gesteld.
Eschauzier speelt rond 1930 bij het Tilburgse orkest 'Max Goyarts And His Music'. De Ceres-band raakt enkele leden kwijt die waren afgestudeerd, Eschauzier gaat door met een kleine kern, de Hot Air Optimists. Een nieuwe generatie Wageningse studenten was inmiddels met een band begonnen, de Rhythm Collegians. Deze twee orkesten fuseren dan tot de Rhythm Harmonists.
Het Jazzwereld-Concours van 1933 wordt door The Rhythm Harmonists onder leiding van saxofonist André Eschauzier gewonnen en bracht hen de eerste plaatopname voor Decca in Nederland. Het inmiddels tot Rhythm Giggers omgedoopte orkest won in 1937 het concours en worden bij die gelegenheid gefilmd voor het Polygoon-bioscoopjournaal evenals de winnaars van de tweede prijs de Swing Papa's en de swingband ‘Le Quintette du Hot Club de France’ met Django Reinhardt en Stéphane Grappelli. Na zijn afstuderen trouwt André Eschauzier met Mien Buhrs en verlaat Wageningen om in Tilburg te gaan wonen. In 1938 maakt André Eschauzier een tournee met de Swing Papa's, onder andere naar Zwitserland. Hij wordt een vast lid van The Man From The South de opvolger van Max Goyarts And His Music, bij dit orkest speelt hij zowel voor als na de oorlog, tot in de jaren 50. In 1939 gaat het gezin Eschauzier definitief in Vught wonen. In Tilburg nog wordt dochter Nini geboren, in Vught worden zijn zonen Henri en Frans geboren. De jongste zoon Frans Eschauzier wordt later bekend als de toetsenist van Massada. In de oorlogsjaren werd het door de bezetter steeds moeilijker gemaakt jazz te spelen. De echte liefhebbers slaagden er toch steeds weer in om die belemmeringen te omzeilen. Zo ook André Eschauzier. In november 1942 krijgt hij bezoek van multi-instrumentalist Hans van Assenderp en pianist Charlie Nederpelt. Ze repeteren met muzikanten uit de buurt, zoals klarinettist Fons Knegtel en drummer Ernst Drissen. André Eschauzier beschikt dan al enige tijd over eigen opname apparatuur, een platensnijder van het merk Sahja. Er worden dus ook glasplaten gesneden van deze sessies. In december 1942 is de complete Swing Papa's bij hem op bezoek en ook hiervan zijn opnamen bewaard gebleven. Al vanaf de jaren met de Ceresband heeft André Eschauzier publiciteit gezocht voor de jazzmuziek. In de vorm van artikelen, van lezingen voor publiek en voor de radio (AVRO, VPRO) en vooral ook als jurylid van Jazzconcoursen. Nog in 1941 en zelfs nog in 1942 zat hij in de jury van het Concours van Amateur-Dansorkesten, zo genoemd om de bezetter geen argument te geven om met de muziek te stoppen.
Na de oorlog bleef hij een gewaardeerd jurylid bij Jazzconcoursen. Zo jureerde hij de AVRO-Jazzcompetities (vaak met goede vriend Toto Poustochkine of met Harm Mobach, Chiel de Ruyter of Pi Scheffer) en later het fameuze jaarlijkse Jazzfestival van Breda (vaak met Pim Gras). In 1955 werkte André mee aan het boek '6 Over Jazz', met bijdragen van zes auteurs, waarbij hij het onderdeel 'Oude Jazz' verzorgde. Ook voor de lezers van het Doctor Jazz Magazine heeft André diverse artikelen geschreven. Bij gelegenheid van zijn vijftigjarig huwelijksfeest wordt hem dan ook het erelidmaatschap aangeboden.
Op 22 mei 1996 vierde André zijn negentigste verjaardag waarbij hem door zijn zoon Frans een cd werd aangeboden waarop een verzameling van opnamen van André met de orkesten waarbij hij heeft gespeeld, ook de genoemde glasplaten zijn, prima en liefdevol gerestaureerd, hierbij meegenomen. Het inlegboekje bij de cd is verzorgd door Ate van Delden, voorzitter van de Stichting Doctor Jazz.